# Les Grandes Grandes Vacances
Les grandes Grandes Vacances (As Grandes Férias Grandes, em português) é uma série animada de 5 episódios com 48 minutos cada, transmitida em 2015 pelo canal France 3, que conta a Segunda Guerra Mundial e a ocupação pela ótica infantil.  No verão de 1939, Colette e Ernest são recebidos pelos seus avós maternos, em uma aldeia fictícia chamada Grangeville, perto de Dieppe, na Normandia. As grandes férias são prolongadas na casa devido a mudança de seu pai e os problemas de saúde de sua mãe que é obrigada a ir fazer um tratamento em um sanatório. Os dois pequenos parisienses vão descobrir a vida no campo, mas também as diferentes fases da Segunda Guerra Mundial, muitas vezes trágica e angustiante. O desenho gráfico é assinado por Émile Bravo e a realização de Paul Leluc. Os cenários foram feitos por Delphine Maury, Olivier Vinuesa, Alain Serluppus, Guillaume Mautalent e Sébastien Oursel.
Cada episódio foi ao ar, seguido de um filme independente feito por um ex-aluno recém-formados na L'école de la Poudrière, que ilustra as memórias des pessoas que testemunharam ou participaram dessa época. No Brasil, a série foi exibida pela TV Escola entre 2016 e 2017, e em Portugal, a série foi exibida pela RTP2 entre 2018 e 2019.

## Sinopse
Na França, a Segunda Guerra Mundial é declarada em 1939. Ernest, de 11 anos e Colette, de 6 anos, saem de Paris com seus pais, Lucie e Robert, para ir para a Normandia, em Grangeville, com os avós, Émilie e René.Ao chegar na casa dos avós, Ernest constrói uma bela cabana. Robert acha que é estável e forte, enquanto Lucie recolhia um pequeno buquê de papoulas perto da entrada. Logo os pais são obrigados a deixar seus filhos, Robert para se juntar aos soldados da França, e Lucie para tratamento na Suíça. Ernest encontra a cabana que ele construiu devastada.Um pouco mais tarde, todas as pontes do Sena são explodidas para atrasar os alemães. A história toda se transforma em umas férias prolongadas, que duram 5 anos, enquanto a Segunda Guerra Mundial durou 6 anos.

## Produtos derivados

### DVD
- Um DVD contendo os episódios foram lançados na França em 1º de maio de 2015 e em 2 de maio no resto da Europa, com 10 episódios divididos em dois discos, 5 no primeiro e 5 no segundo.

### Romances
- Dois romances gráficos foram publicados, um em 7 de maio de 2015 e outro em 8 de maio de 2015

### Cadernos
- Dois cadernos foram lançados em 13 de maio de 2015

## Ligações Externas
- (en) Les Grandes Grandes Vacances na Internet Movie Database
- Site da produção: Les armateurs